# Inportú (cònsol 509)
Flavi Inportú (fl. 509–523) va ser un aristòcrata romà que va viure durant el regnat del rei ostrogot Teodoric el Gran. Va ocupar el consolat sense col·lega l'any 509.
Inportú era fill de Cecina Decius Maximus Basilius (cònsol el 480), i germà d'Albí (cònsol el 493), Aviè (cònsol el 501) i Teodor (cònsol el 505). John Moorhead argumenta que els germans estaven en bàndols diferents del cisma laurentià, amb Albí i Aviè donant suport a Símmac i Teodor i Inportú donant suport a Laurenci. Moorhead també suggereix que el rei Teodoric va nomenar cònsol Inportú l'any 509 "com a compensació als partidaris del vençut Laurenci".
Mentre organitzava els jocs per celebrar el seu consolat, Inportú i el seu germà Teodor van ser acusats pels Verds d'atacar-los i matar un dels seus membres. Una carta de Teodoric que es conserva ordena a tots dos que responguin a aquestes al·legacions davant del tribunal dels inlustres Celià i Agapit.
El 523, va formar part del seguici del papa Joan I, a qui el rei Teodoric havia ordenat que es dirigís a Constantinoble i obtingués una moderació del decret de l'emperador Justí I, del 523, contra els arrians. Teodoric va amenaçar a Joan que si fracassava en la seva missió, hi hauria represàlies contra els catòlics ortodoxos d'Occident. Altres senadors que acompanyaven el papa Joan incloïen el seu germà Teodor, l'excònsol Agapit i el patrici Agapit.